# Malherbe-sur-Ajon
Malherbe-sur-Ajon ist eine französische Gemeinde mit 573 Einwohnern (Stand: 1. Januar 2022) im Département Calvados in der Region Normandie. Sie gehört zum Arrondissement Vire und zum Kanton Les Monts d’Aunay.
Die Gemeinde entstand als Commune nouvelle im Zuge einer Gebietsreform zum 1. Januar 2016 durch die Fusion der ehemaligen Gemeinden Banneville-sur-Ajon und Saint-Agnan-le-Malherbe, die fortan den Status von Communes déléguées besitzen. Banneville-sur-Ajon fungiert hierbei als Verwaltungssitz von Malherbe-sur-Ajons.

## Geografie
Umgeben wird Malherbe-sur-Ajon von Landes-sur-Ajon im Nordwesten und Norden, Vacognes-Neuilly im Nordosten, Maisoncelles-sur-Ajon im Osten, Courvaudon im Südosten und Süden, Les Monts d’Aunay im Südwesten sowie Le Mesnil-au-Grain in westlicher Richtung.

## Gliederung
| Ortsteil                                | INSEE-Code | Fläche (km²) | Einwohnerzahl (2019) |
| --------------------------------------- | ---------- | ------------ | -------------------- |
| Banneville-sur-Ajon (Verwaltungssitz)00 | 14037      | 5,63         | 438                  |
| Saint-Agnan-le-Malherbe                 | 14553      | 6,14         | 127                  |

## Sehenswürdigkeiten
- Banneville-sur-Ajon:
  - neugotische Kirche Saint-Melaine
  - Kapelle Saint-Clair, Monument historique[3]
- Saint-Agnan-le-Malherbe:
  - Kirche Saint-Agnan

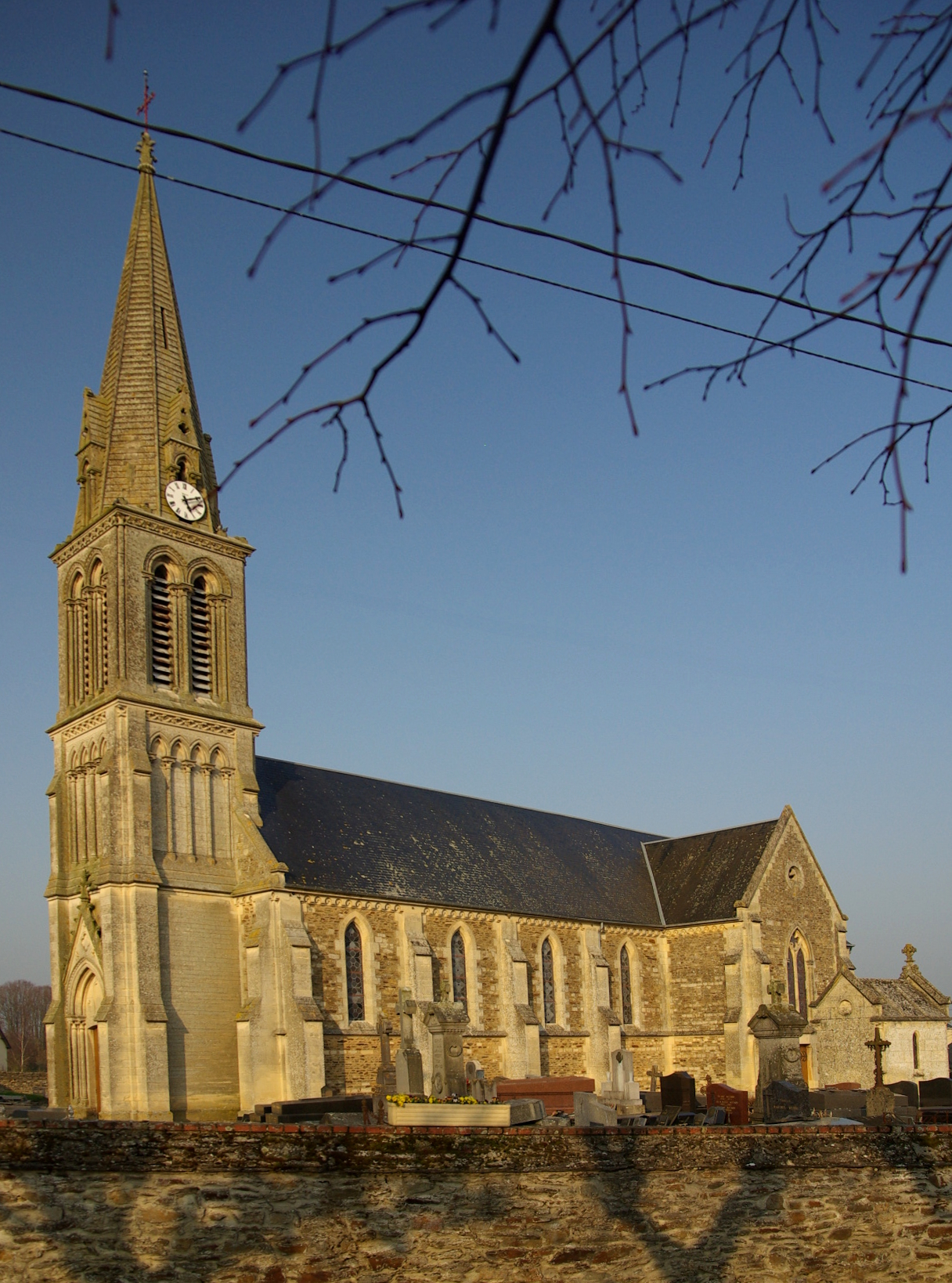
Kirche Saint-Melaine
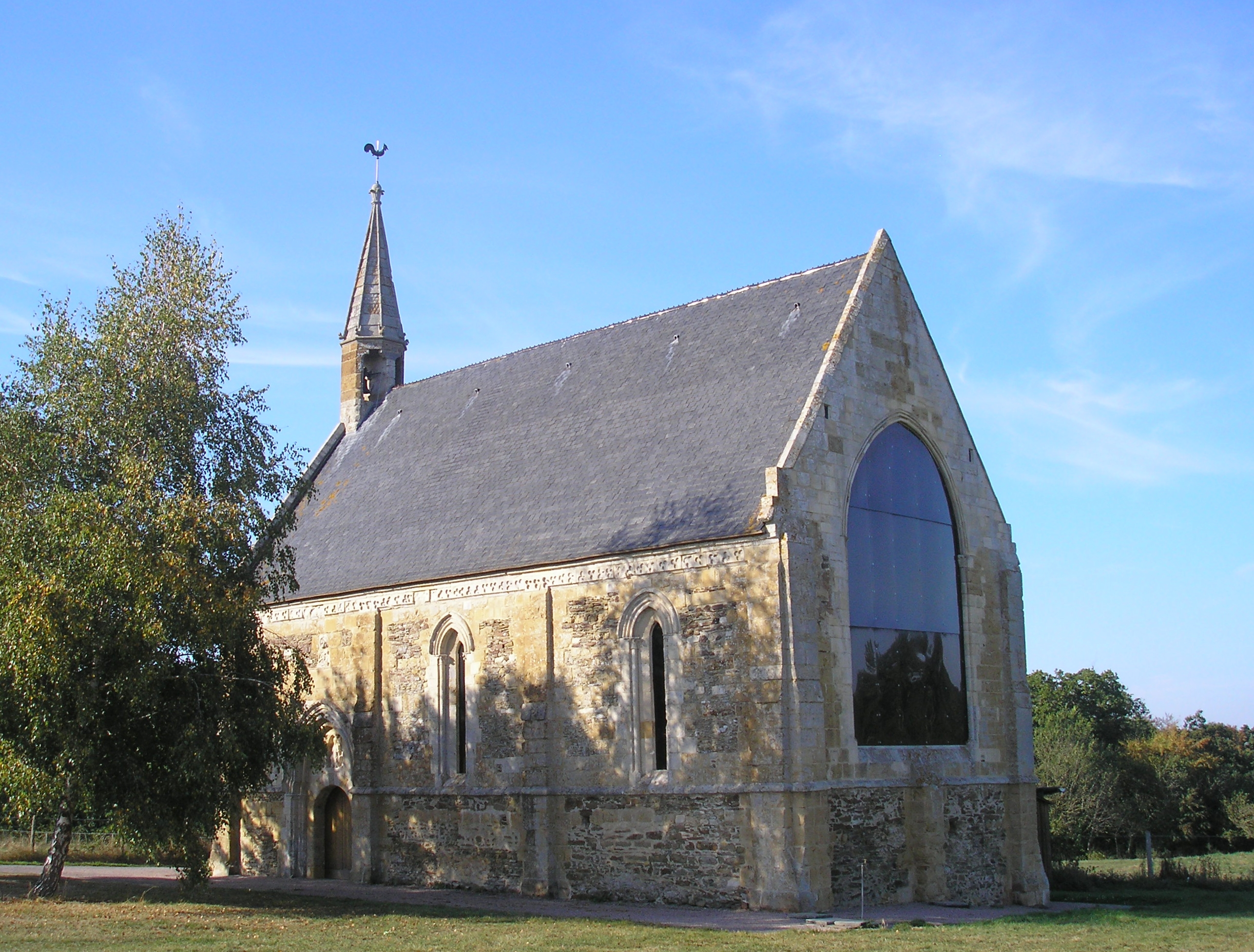
Kapelle Saint-Clair
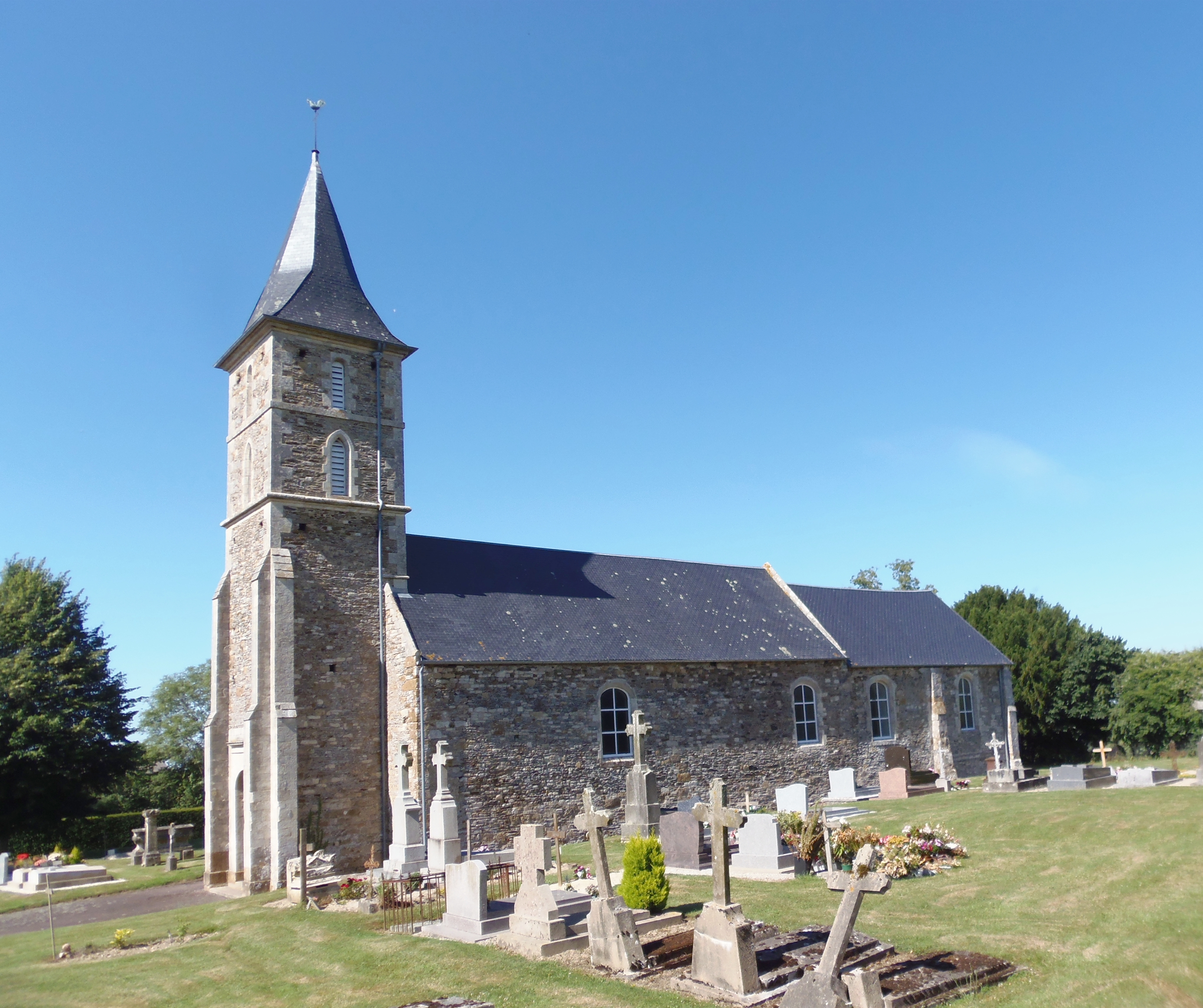
Kirche Saint-Agnan